# Muffel von Eschenau
La famiglia Muffel von Eschenau fu una famiglia nobile del patriziato di Norimberga nel cui consiglio sedette dal 1332 al 1784.

## Storia

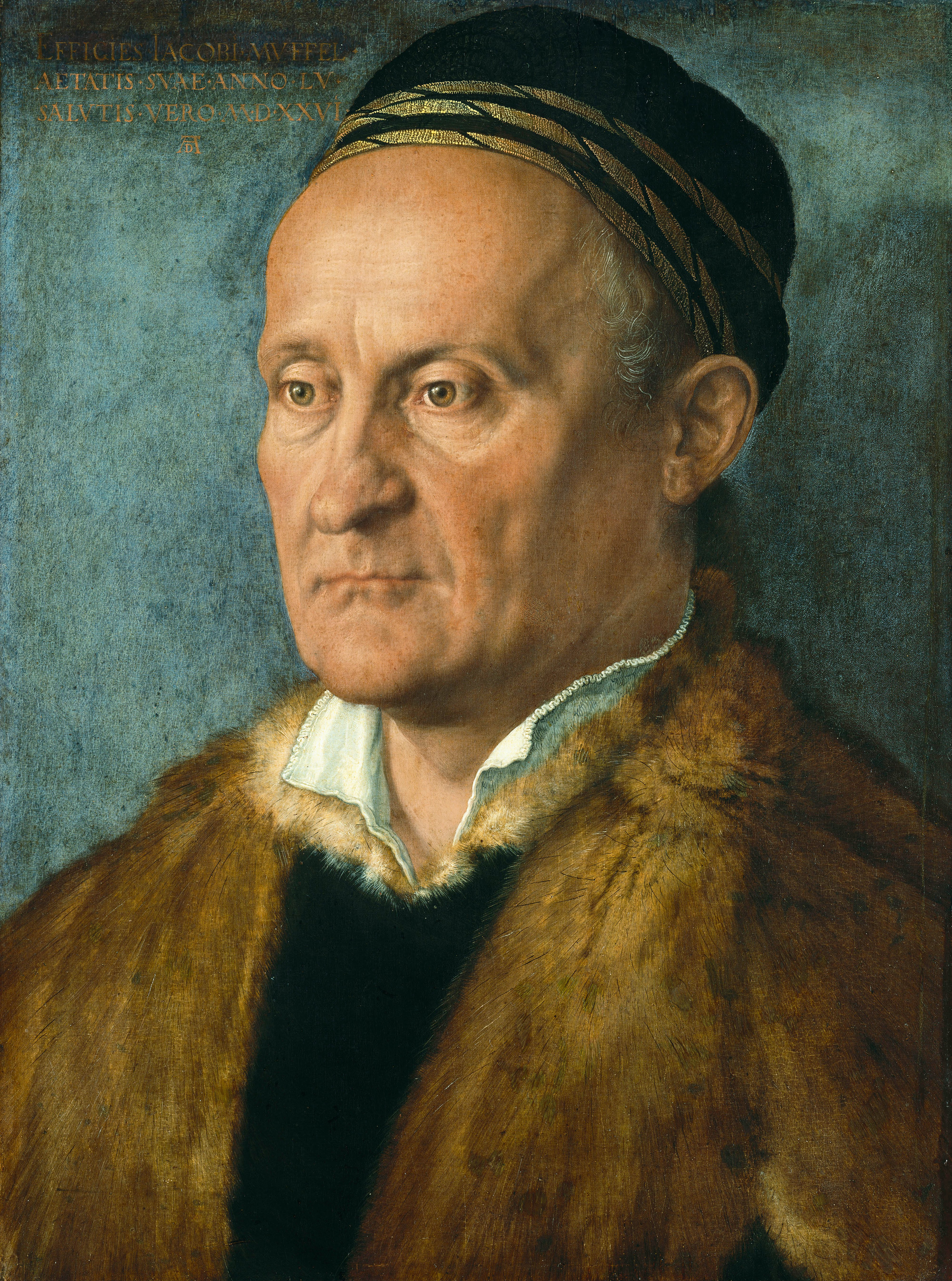
Albrecht Dürer, Ritratto di Jakob Muffel

Le origini della famiglia Muffel non sono chiare, anche se probabilmente era originaria della zona attorno a Neumarkt in der Oberpfalz, da dove emigrarono a Norimberga nella seconda metà del XIII secolo. Dal 1332 la famiglia venne accolta nel consiglio cittadino di Norimberga, dal momento che i loro beni erano concentrati nelle aree a nord e nordest della città, in particolare a Eschenau, Eckenhaid ed Ermreuth.
Commercianti di professione, avevano rapporti con Praga, col Medio Reno, con le Fiandre e con la regione dei Carpazi.
Della famiglia, Jakob Muffel fu borgomastro di Norimberga e venne ritratto in un ritratto di Albrecht Dürer.
Il rappresentante più famoso della famiglia, Niklas III Muffel, fu consigliere per molti anni della città, custode del monastero di Egidien e del Klarakloster, sindaco, ambasciatore di Norimberga alla lega delle città sveve nonché presso Federico III del Sacro Romano Impero. A causa della presunta appropriazione indebita di fondi cittadini e del tradimento della segretezza delle informazioni ricevute, Muffel venne accusato di tradimento e venne condannato a morte sul patibolo. Il giudizio venne indubbiamente influenzato dalla sua posizione preminente, invidiata da molti suoi colleghi al consiglio.
A causa di questi eventi e della conseguente perdita di prestigio, Niklas IV Muffel rilevò la tenuta di Ermreuth dopo averla ereditata nel 1469, ma si ritirò completamente da Norimberga e stabilì la linea dei Muffle von Ermreuth, la quale si estinse solo nel 1912.
La linea dei Muffle von Eschenau, continuò invece con Gabriel Muffel (? -1498) il quale scelse di rimanere a Norimberga; tal linea si estinse nel 1784.

## Membri notabili
- Niklas III Muffel (1410-1469), consigliere, fino alla sua caduta l'uomo più potente di Norimberga
- Niklas IV Muffel (+ 1497), fondatore della linea dei Muffel von Ermreuther